# Kristen Bell
Kristen Anne Bell (sinh ngày 18 tháng 7 năm 1980 tại Huntington Woods, Michigan, Hoa Kỳ) là một nữ diễn viên kiêm ca sĩ nổi tiếng người Mỹ. Cô từng tham gia các bộ phim Spartan, Veronica Mars, Reefer Madness: The Movie Musical, Heroes, When in Rome, Burlesque (cùng Christina Aguilera, Cher) và lồng tiếng cho Gossip Girl.